# La Hoguette
La Hoguette è un comune francese di 701 abitanti situato nel dipartimento del Calvados nella regione della Normandia.

## Società

### Evoluzione demografica
Abitanti censiti